# أنا (أوهايو)
أنا (بالإنجليزية: Anna, Ohio)‏ هي منطقة سكنية تقع في الولايات المتحدة في مقاطعة شلبي، أوهايو. يقدر عدد سكانها بـ 1,567 نسمة ومساحتها 2.67 كم2 و وترتفع عن سطح البحر 315 متر.

## التركيبة السكانية
قام مكتب تعداد الولايات المتحدة بتحديد بيانات التركيبة السكانية لأنا في تعداد الولايات المتحدة. في ما يلي، التركيبة السكانية حسب تعدادي 2000 و2010.

### تعداد عام 2000
بلغ عدد سكان أنا 1,319 نسمة بحسب تعداد عام 2000، وبلغ عدد الأسر 474 أسرة وعدد العائلات 365 عائلة مقيمة في القرية. في حين سجلت الكثافة السكانية 1,576.7 نسمة لكل ميل مربع (608.8/كم2). وبلغ عدد الوحدات السكنية 483 وحدة بمتوسط كثافة قدره 577.4 نسمة لكل ميل مربع (222.9/كم2).
وتوزع التركيب العرقي للقرية بنسبة 96.59% من البيض و 0.15% من الأمريكيين الأصليين و 1.36% من الأمريكيين ذوي الأصول الآسيوية و 0.23% من سكان جزر المحيط الهادئ و 0.38% من الأمريكيين الأفارقة و 1.06% من عرقين مختلطين أو أكثر.
بلغ عدد الأسر 474 أسرة كانت نسبة 46.2% منها لديها أطفال تحت سن الثامنة عشر تعيش معهم، وبلغت نسبة الأزواج القاطنين مع بعضهم البعض 62.0% من أصل المجموع الكلي للأسر، ونسبة 11.4% من الأسر كان لديها معيلات من الإناث دون وجود شريك، وكانت نسبة 22.8% من غير العائلات. تألفت نسبة 19.6% من أصل جميع الأسر من أفراد ونسبة 6.3% كانوا يعيش معهم شخص وحيد يبلغ من العمر 65 عاماً فما فوق. وبلغ متوسط حجم الأسرة المعيشية 3.20، أما متوسط حجم العائلات فبلغ 2.78.
بلغ العمر الوسطي للسكان 31 عاماً. وكانت نسبة 32.3% من القاطنين تحت سن الثامنة عشر، وكانت نسبة 7.6% بين الثامنة عشر والأربعة وعشرون عاماً، ونسبة 33.5% كانت واقعةً في الفئة العمرية ما بين الخامسة والعشرون حتى والأربعة وأربعون عاماً، ونسبة 19.3% كانت ما بين الخامسة والأربعون حتى الرابعة والستون، ونسبة 7.4% كانت ضمن فئة الخامسة والستون عاماً فما فوق. يوجد لكل 100 أنثى 99.8 ذكر، ويوجد لكل 100 أنثى في الثامنة عشر من عمرها فما فوق 94.1 ذكر.
بلغ متوسط دخل الأسرة في القرية 48,676 دولار، أما متوسط دخل العائلة فبلغ 51,797 دولار. وكان متوسط دخل الذكور 36,250 دولار مقابل 25,463 دولار للإناث. وسجل دخل الفرد الخاص بالقرية 19,835 دولار. وكانت نسبة 3.4% من العائلات ونسبة 3.6% من السكان تحت خط الفقر، وكان من هؤلاء نسبة 2.7% تحت سن الثامنة عشر ونسبة 3.8% في الخامسة والستين من العمر وما فوق.

### تعداد عام 2010
بلغ عدد سكان أنا 1,567 نسمة بحسب تعداد عام 2010، وبلغ عدد الأسر 551 أسرة وعدد العائلات 429 عائلة مقيمة في القرية. في حين سجلت الكثافة السكانية 1,521.4 نسمة لكل ميل مربع (587.4/كم2). وبلغ عدد الوحدات السكنية 589 وحدة بمتوسط كثافة قدره 571.8 لكل ميل مربع (220.8/كم2).
وتوزع التركيب العرقي للقرية بنسبة 97.4% من البيض و 0.4% من الأمريكيين الأصليين و 0.2% من الأمريكيين ذوي الأصول الآسيوية و 0.4% من الأمريكيين الأفارقة و 1.5% من عرقين مختلطين أو أكثر.
بلغ عدد الأسر 551 أسرة كانت نسبة 47.5% منها لديها أطفال تحت سن الثامنة عشر تعيش معهم، وبلغت نسبة الأزواج القاطنين مع بعضهم البعض 57.4% من أصل المجموع الكلي للأسر، ونسبة 13.8% من الأسر كان لديها معيلات من الإناث دون وجود شريك، بينما كانت نسبة 6.7% من الأسر لديها معيلون من الذكور دون وجود شريكة وكانت نسبة 22.1% من غير العائلات. تألفت نسبة 18.0% من أصل جميع الأسر من أفراد ونسبة 6.7% كانوا يعيش معهم شخص وحيد يبلغ من العمر 65 عاماً فما فوق. وبلغ متوسط حجم الأسرة المعيشية 3.20، أما متوسط حجم العائلات فبلغ 2.84.
بلغ العمر الوسطي للسكان 31.1 عاماً. وكانت نسبة 33.4% من القاطنين تحت سن الثامنة عشر، وكانت نسبة 7.2% بين الثامنة عشر والأربعة وعشرون عاماً، ونسبة 30.5% كانت واقعةً في الفئة العمرية ما بين الخامسة والعشرون حتى والأربعة وأربعون عاماً، ونسبة 21.9% كانت ما بين الخامسة والأربعون حتى الرابعة والستون، ونسبة 7.1% كانت ضمن فئة الخامسة والستون عاماً فما فوق. وتوزع التركيب الجنسي للسكان بنسبة 48.4% ذكور و51.6% إناث.